# Salvadori's honingeter
Salvadori's honingeter (Microptilotis montanus) is een endemische vogel uit de nevelwouden van Nieuw-Guinea. Deze honingeter is beschreven door Tommaso Salvadori en in het Nederlands naar hem vernoemd.

## Beschrijving
Salvadori's honingeter is een vrij grote honingeter uit het geslacht Microptilotis met een lengte van 17 cm. Honingeters uit dit geslacht lijken sterk op elkaar en onderscheiden zich van elkaar door het verspreidingsgebied waarin ze voorkomen en hun roep. Salvadori's honingeter heeft een witte vlek op de oorstreek en een witte "teugel" (horizontaal streepje op de kop in verlengde van mondhoek).

## Verspreiding en leefgebied
Het verspreidingsgebied van Salvadori's honingeter strekt zich uit over het noorden van Nieuw-Guinea en het eiland Batanta en reikt van Vogelkop tot aan de provincie Oro in Papoea-Nieuw-Guinea. Het leefgebied is heuvellandbos in de zone tussen de 500 m en de 1150 m boven de zeespiegel. Salvadori's honingeter foerageert op vruchten en ongewervelde dieren en wordt niet speciaal aangetrokken door bloeiende struiken en bomen.
De soort telt twee ondersoorten:
- M. m. montanus: de eilanden ten westen van Nieuw-Guinea, Vogelkop tot ver in noordwestelijk Nieuw-Guinea.
- M. m. steini: Het eiland Japen.